# Suisun Bay

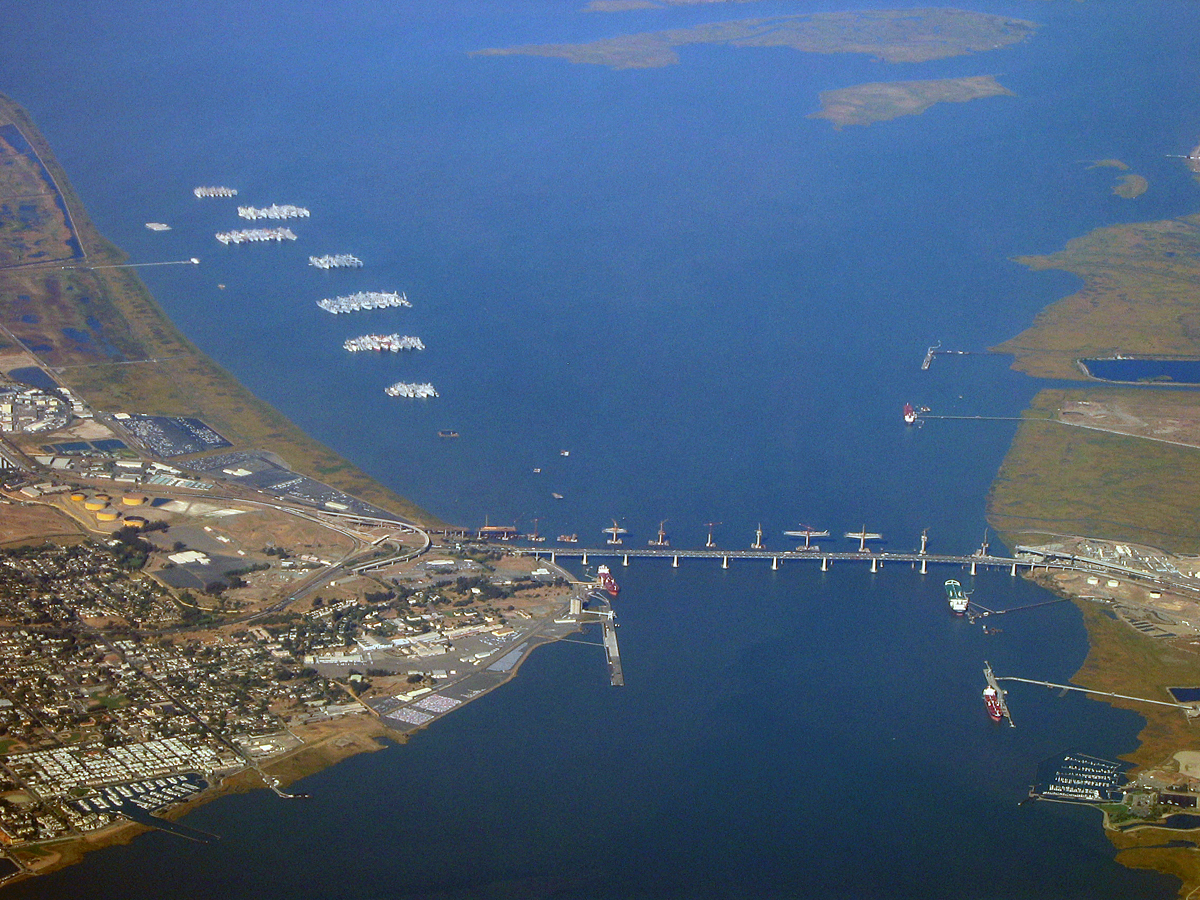
Suisun Bay im Hintergrund (mit Mothball-Fleet links), im Vordergrund die Benicia–Martinez Bridge

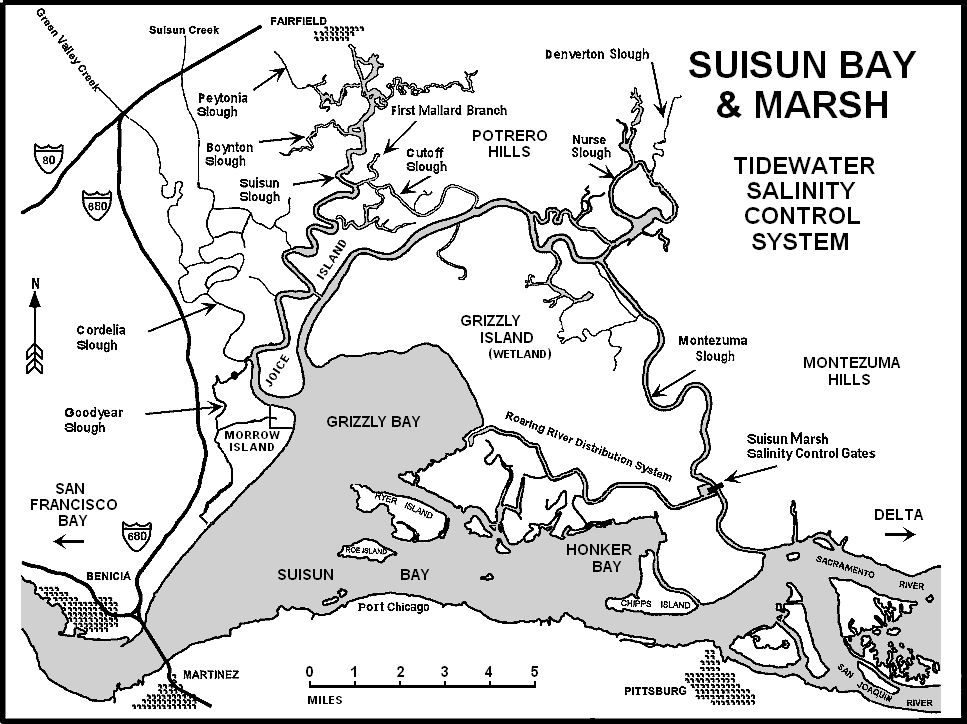
Karte der Suisun-Marsch

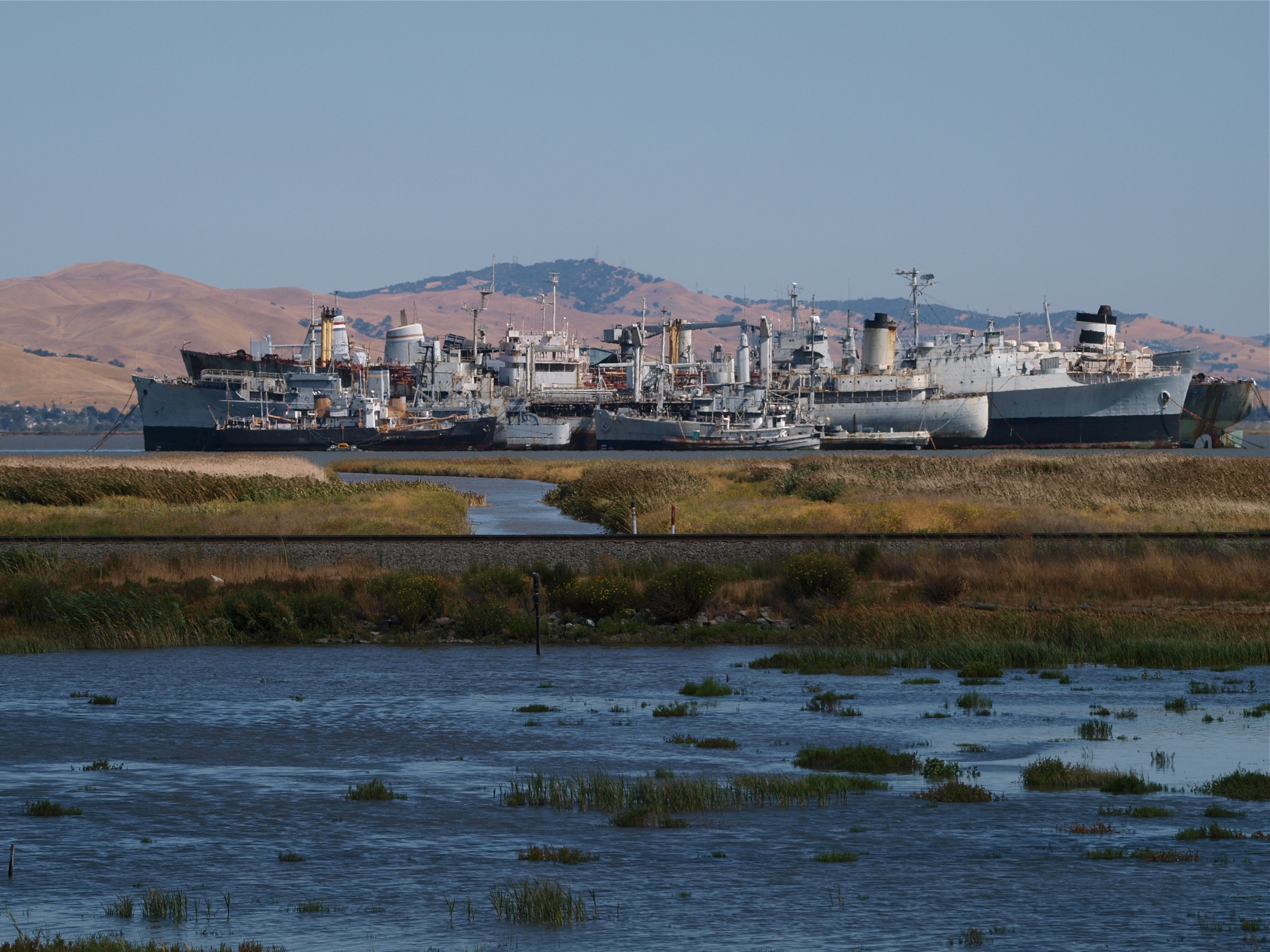
Die Bay bei niedrigem Wasserstand

Die Suisun Bay [səˈsuːn] ist ein flaches Gezeitengewässer in Kalifornien, welches vom Zusammenfluss von Sacramento River und San Joaquin River gebildet wird und das zwischen dem Sacramento-San Joaquin River Delta und der Carquinez-Straße liegt. Die Suisun-Marsch im Norden der Bucht ist das größte Marschland in Kalifornien.
Die Bucht wurde 1811 nach den Suisunes genannt, einem indianischen Stamm aus diesem Gebiet. Das Wort Suisun entstammt der Sprache der Patwin, der Name spiegelt sich auch in Suisun City und Suisun Valley wider.

## Geographische Lage
Die Suisun Bay wird vom Zusammenfluss von Sacramento River und San Joaquin River, etwa 41 Kilometer nordöstlich von San Francisco, gebildet. Der Abfluss im Westen ist die Carquinez-Straße, die Bucht wird an ihrem Westende von der Benicia–Martinez Bridge überquert. Sie ist etwa 24 Kilometer lang. Am nördlichen Ufer liegt Solano County, am Südufer beginnt Contra Costa County.

## Suisun-Marsch
Die Suisun-Marsch ist das größte verbliebene Marschland an der Westküste der Vereinigten Staaten. Mit einer Größe von 470 Quadratkilometern, welche etwa zehn Prozent des verbliebenen Marschgebietes in Kalifornien entspricht, ist es ein wichtiger Teil des Ökosystems der Bucht von San Francisco und des Sacramento-San Joaquin River Delta. Sie ist ein wichtiges Rast- und Fütterungsgebiet der Zugvögel auf dem Pacific Flyway, einer wichtigen Flugroute für Zugvögel an der Westküste.
Außerdem ist sie der Lebensraum von 220 Vogelarten, 16 verschiedenen Reptilienarten und mehr als 40 Fischarten - vor allem der geschützte Delta Smelt. Die Marsch unterstützt 80 % der gewerblichen Lachsfischerei in Kalifornien, da die Aufzugsgebiete in der Marsch die Fische doppelt so schnell aufwachsen lassen wie zum Beispiel im Oberlauf des Sacramento Rivers.
Die weitläufigen Gebiete der Marsch sind ideal zur Wildbeobachtung, zum Wandern und zum Kanusport.

## Militärische Nutzung
An der Suisun Bay liegt das Military Ocean Terminal Concord, ein aktiver Militärhafen der United States Navy.

### Port-Chicago-Katastrophe
Im Zweiten Weltkrieg war der an der Südseite der Bucht gelegene Port Chicago die wichtigste Nachschub-Basis für den Pazifikkrieg. Am 17. Juli 1944 ereignete sich dort beim Verladen von Munition die Port-Chicago-Katastrophe, bei der 320 Matrosen und Zivilisten ums Leben kamen. Das war der schwerwiegendste Verlust von Menschenleben der USA im Zweiten Weltkrieg auf eigenem Boden. Der Ort der Explosion ist heute als Port Chicago Naval Magazine National Memorial ausgewiesen.

### Mothball Fleet
Die Suisun Bay war bekannt für ihre Mothball Fleet. Zahlreiche ausgemusterte Kriegsschiffe der United States Navy, teilweise aus dem Zweiten Weltkrieg, lagen hier vor Anker. Die maximale Zahl waren rund 340 Schiffe.
In den 1990er Jahren lag hier auch die legendäre Hughes Glomar Explorer, welche im Azorian-Projekt der CIA versuchte, die K-129, ein gesunkenes sowjetisches Raketen-U-Boot der Golf-II-Klasse, aus einer Tiefe von 4900 m vor Hawaii zu heben. Für rund zehn Jahre lag hier auch die Iowa, bevor sie als Museumsschiff aufbereitet und in Los Angeles ausgestellt wurde.
Nachdem der US-Kongress beschlossen hatte, dass alle nicht mehr einsatzfähigen Kriegsschiffe bis 2006 zerlegt und verschrottet werden müssten, stellte er aber keine Mittel dafür zur Verfügung. Dies führte immer mehr zu Umweltproblemen in Suisun Bay, da die alten Schiffe große Mengen giftiger, bleihaltiger Farbe abgeben und teilweise inzwischen so stark verrostet waren, dass ein gefahrloser Transport zu einer Verschrottungsanlage nicht möglich war. Dies erhöhte das Risiko, dass Schiffe sinken und dabei große Mengen von PCB, Schweröl und anderer umweltverschmutzender Stoffe in der Bay freigesetzt würden.
2009 erhob die lokale Umwelt-Gruppe  Baykeeper, unterstützt von weiteren Naturschutz-Organisationen Klage gegen die Bundesregierung. und erreichte einen gerichtlichen Vergleich. Bis Sommer 2017 wurden alle 57 verbliebenen Schiffe teils aus eigener Kraft, teils gezogen von Schleppern und einige auf Schwimmdocks aus der Bucht entfernt und zum Abwracken in einen auf umweltfreundliche Entsorgung spezialisierten Betrieb in Texas transportiert. Der Abtransport dauerte rund sieben Jahre.
Die Suisun Bay ist weiterhin als Liegeplatz für die Reserveflotte der Navy registriert, es liegen aber immer nur einzelne Schiffe dort, die den aktuellen Umweltvorschriften entsprechen.